# Кизерит
Кизери́т (MgSO4·H2O) — минерал из класса сульфатов, содержит до 29 % MgO.

## Описание
Цвет минерала молочно-белый, желтоватый, иногда бесцветен и прозрачен. Блеск стеклянный. Твёрдость по минералогической шкале составляет 3,5; плотность — 2570 кг/м³. Хрупок, легко растворим в воде, на вкус горький. В воде растворяется медленно. Порошок кизерита, смоченный водой, затвердевает подобно обожжённому гипсу. Во влажном воздухе кизерит покрывается плёнкой эпсомита.

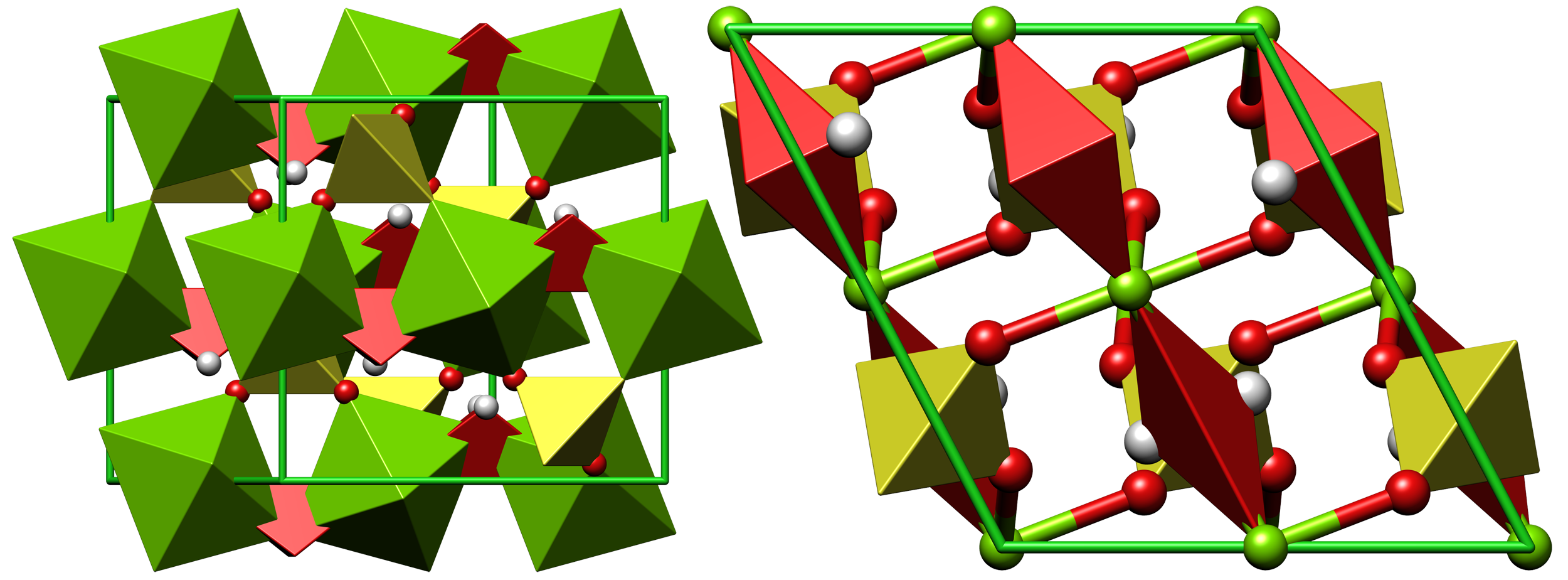
Кристаллическая структура кизерита

Кизерит — типичный минерал ископаемых соляных месторождений (реже современных осадков солёных озёр), где он образуется за счёт метаморфизма и дегидратации главным образом минерала эпсомита. Служит сырьём для получения магния и его соединений. Основной метод обогащения — флотация с карбоновыми кислотами, алкилсульфатами. Также применяется в текстильной, целлюлозно-бумажной промышленности и медицине.
Минерал получил название в честь немецкого учёного Дитриха Кизера.